# Diallo Madeleine Bâ
Pour les articles homonymes, voir Ba (nom de famille).
Diallo Madeleine Bâ, née le 16 octobre 1951 à Mopti, est une femme politique malienne.

## Jeunesse et formation
Diallo Madeleine Bâ est diplômée d'une maîtrise en sciences économiques de l'École nationale d'administration de Bamako en 1976.

## Carrière professionnelle
Inspecteur des services économiques de profession, son parcours administratif l'a successivement conduit à :
- la Direction régionale des Affaires économiques du district de Bamako,
- la direction générale des Douanes,
- la direction nationale des Affaires économiques,
- la direction nationale du Commerce et de la Concurrence.

Diallo Madeleine Bâ a été conseiller technique au ministère de l'Industrie et du Commerce, chargé du commerce extérieur.

## Carrière politique
Elle est ministre de l'Élevage et de la Pêche du 3 octobre 2007 au 6 avril 2011 et ministre de la Santé du 6 avril 2011 au 22 mars 2012.

## Vie privée
Elle est l'épouse de Ousmane Mohamed Diallo, ancien ministre du Plan, de juin 1986 à juin 1988.

## Sources
- Ministre de la santé:Diallo Madeleine Bâ»